# Clarenceux King of Arms

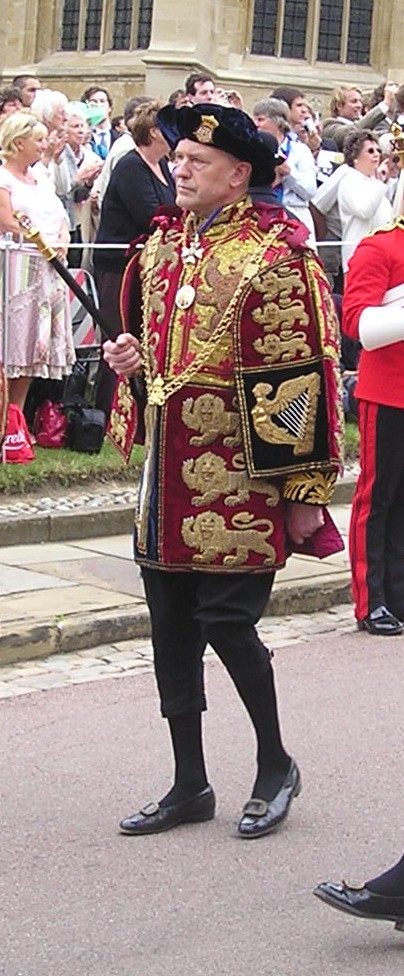
Hubert Chesshyre als Clarenceux King of Arms (2006)

Clarenceux King of Arms ist der Amtsname des zweithöchsten der drei englischen Kings of Arms. Inhaber des Amtes ist seit dem 28. Oktober 2024 Robert Noel.

## Allgemeines
Der Clarenceux King of Arms ist der ranghöhere der beiden Provinz-Wappenkönige. Er ist für heraldische Angelegenheiten aus England südlich des Flusses Trent zuständig. In dieser Eigenschaft ist er officer of arms des englischen Wappenamtes (College of Arms). Das Amt bestand mit größter Wahrscheinlichkeit bereits 1420; es gibt sogar Indizien dafür, dass schon 1334 ein Claroncell rex heraldus armorum amtierte.
Der Titel Clarenceux leitet sich mutmaßlich entweder von der mittelalterlichen Honor of Clare, einem Landgut des Earl of Gloucester, oder dem 1362 geschaffenen Titel Duke of Clarence her.

## Insignien

Wappen des Clarenceux King of Arms

Wie alle Herolde besitzt auch der Clarenceux King of Arms ein Amtswappen, das er neben seinem persönlichen Wappen führt, und eine Amtstracht, den Tappert, der reich geschmückt ist, zudem einen Heroldsstab. Das Wappen wird in der jetzigen Form etwa seit Beginn des 16. Jahrhunderts geführt.
Im Rahmen der Krönungszeremonie der britischen Monarchen tragen die Wappenkönige als einzige der Anwesenden, außer dem Monarchen, eine Krone (die beiden Provinz-Wappenkönige tragen silberne, vergoldete Kronen).